# Bram Tankink

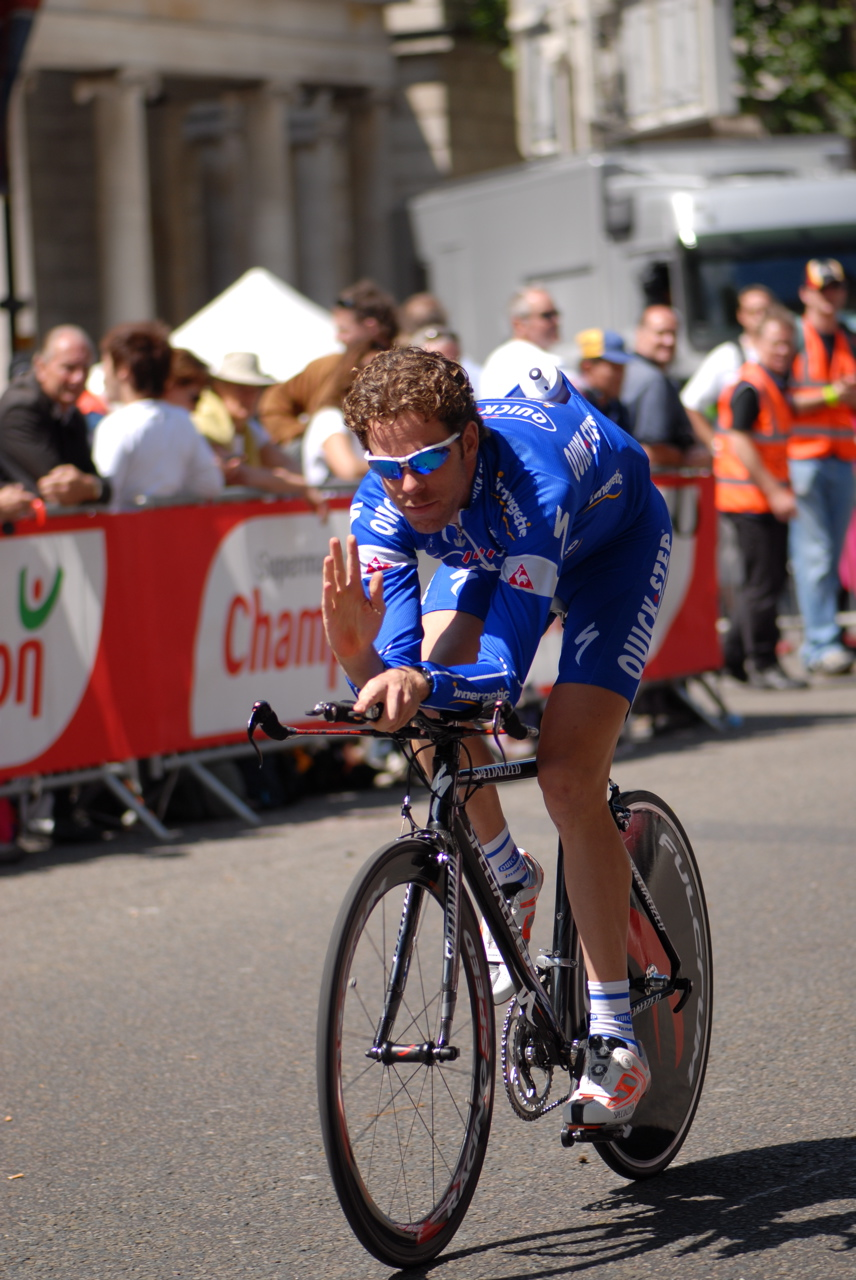
Bram Tankink.

Bram Tankink, 3 december 1978 i Haaksbergen, Nederländerna, är en professionell tävlingscyklist som tävlar för UCI ProTour-laget Rabobank. Tankink började sin karriär som mountainbikecyklist men valde att gå över till landsvägscyklingen 1998. Han blev professionell 2001 med Domo-Farm Frites.
Tankink vann de nederländska nationsmästerskapen på landsväg 2000. Hans nästa vinst tog han på den första etappen av Tyskland runt 2005. Under säsongen 2007 vann Bram Tankink GP Jef Scherens.
Bram Tankink slutade tvåa i Belgien runt under säsongen 2009.

## Meriter
2000
Nederländsk U23-mästare - landsväg
2005
Etapp 1, Tyskland runt
2007
GP Jef Scherens
7:a, Eneco Tour of Benelux
2008
2:a, Belgien runt

## Stall
- Domo-Farm Frites 2001–2002
- Quick Step-Davitamon 2003–2004
- Quick Step-Innergetic 2005–2007
- Rabobank 2008–